# ACTH receptor
 receptor je tip melanokortin receptora (tip 2), takođe poznat kao , koji je specifičan za ACTH.
On je rasprostranjen u zona fasciculata ljudskog adrenalnog korteksa. ACTH vezivanje za receptor stimuliše produkciju kortizola. (U kontrastu s tim, produkcija aldosterona iz zona glomerulosa je stimulisana primarno angiotenzinom II.)
 receptor koristi  kao sekundarni glasnik.
Mutacije ovog receptora uzrokuju glukokortikoidnu deficijenciju tipa 1, u kojoj pacijenti imaju visoke ACTH nivoe u serumu, i niske nivoe kortizola.

## Literatura
1. ↑  Beuschlein F, Fassnacht M, Klink A, Allolio B, Reincke M (2001). „ACTH-receptor expression, regulation and role in adrenocortial tumor formation”. Eur. J. Endocrinol. 144 (3): 199—206. PMID 11248736. doi:10.1530/eje.0.1440199.
2. ↑  Elias LL, Clark AJ (2000). „The expression of the ACTH receptor”. Brazilian Journal of Medical and Biological Research. 33 (10): 1245—1248. PMID 11004726. doi:10.1590/S0100-879X2000001000015.
3. ↑  Clark AJ, McLoughlin L, Grossman A (1993). „Familial glucocorticoid deficiency associated with point mutation in the adrenocorticotropin receptor”. Lancet. 341 (8843): 461—462. PMID 8094489. doi:10.1016/0140-6736(93)90208-X.
4. ↑  Tsigos C, Arai K, Hung W, Chrousos GP (1993). „Hereditary isolated glucocorticoid deficiency is associated with abnormalities of the adrenocorticotropin receptor gene”. J. Clin. Invest. 92 (5): 2458—2461. PMC 288430 . PMID 8227361. doi:10.1172/JCI116853.

## Dodatna literatura
- Cone RD; Mountjoy KG; Robbins LS;  . (1993). „Cloning and functional characterization of a family of receptors for the melanotropic peptides.”. Ann. N. Y. Acad. Sci. 680: 342—63. PMID 8390157. doi:10.1111/j.1749-6632.1993.tb19694.x.
- Allolio B, Reincke M (1997). „Adrenocorticotropin receptor and adrenal disorders.”. Horm. Res. 47 (4-6): 273—8. PMID 9167964. doi:10.1159/000185476.
- Tatro JB (1997). „Receptor biology of the melanocortins, a family of neuroimmunomodulatory peptides.”. Neuroimmunomodulation. 3 (5): 259—84. PMID 9218248. doi:10.1159/000097281.
- Mountjoy KG, Robbins LS, Mortrud MT, Cone RD (1992). „The cloning of a family of genes that encode the melanocortin receptors.”. Science. 257 (5074): 1248—51. PMID 1325670. doi:10.1126/science.1325670.
- Clark AJ, McLoughlin L, Grossman A (1993). „Familial glucocorticoid deficiency associated with point mutation in the adrenocorticotropin receptor.”. Lancet. 341 (8843): 461—2. PMID 8094489. doi:10.1016/0140-6736(93)90208-X.
- Tsigos C, Arai K, Hung W, Chrousos GP (1993). „Hereditary isolated glucocorticoid deficiency is associated with abnormalities of the adrenocorticotropin receptor gene.”. J. Clin. Invest. 92 (5): 2458—61. PMC 288430 . PMID 8227361. doi:10.1172/JCI116853.
- Gantz I; Tashiro T; Barcroft C;  . (1994). „Localization of the genes encoding the melanocortin-2 (adrenocorticotropic hormone) and melanocortin-3 receptors to chromosomes 18p11.2 and 20q13.2-q13.3 by fluorescence in situ hybridization.”. Genomics. 18 (1): 166—7. PMID 8276410. doi:10.1006/geno.1993.1448.
- Gantz I; Konda Y; Tashiro T;  . (1993). „Molecular cloning of a novel melanocortin receptor.”. J. Biol. Chem. 268 (11): 8246—50. PMID 8463333.
- Naville D; Barjhoux L; Jaillard C;  . (1996). „Demonstration by transfection studies that mutations in the adrenocorticotropin receptor gene are one cause of the hereditary syndrome of glucocorticoid deficiency.”. J. Clin. Endocrinol. Metab. 81 (4): 1442—8. PMID 8636348. doi:10.1210/jc.81.4.1442.
- Naville D; Jaillard C; Barjhoux L;  . (1997). „Genomic structure and promoter characterization of the human ACTH receptor gene.”. Biochem. Biophys. Res. Commun. 230 (1): 7—12. PMID 9020063. doi:10.1006/bbrc.1996.5911.
- Yang YK; Ollmann MM; Wilson BD;  . (1997). „Effects of recombinant agouti-signaling protein on melanocortin action.”. Mol. Endocrinol. 11 (3): 274—80. PMID 9058374. doi:10.1210/me.11.3.274.
- Naville D; Barjhoux L; Jaillard C;  . (1997). „Stable expression of normal and mutant human ACTH receptor: study of ACTH binding and coupling to adenylate cyclase.”. Mol. Cell. Endocrinol. 129 (1): 83—90. PMID 9175632. doi:10.1016/S0303-7207(97)04043-4.
- Penhoat A; Naville D; Jaillard C;  . (1997). „Presence of multiple functional polyadenylation signals in the 3'-untranslated region of human corticotropin receptor cDNA.”. Biochim. Biophys. Acta. 1356 (3): 249—52. PMID 9194567. doi:10.1016/S0167-4889(97)00031-1.
- Ishii T; Ogata T; Sasaki G;  . (2000). „Novel mutations of the ACTH receptor gene in a female adult patient with adrenal unresponsiveness to ACTH.”. Clin. Endocrinol. (Oxf). 53 (3): 389—92. PMID 10971458. doi:10.1046/j.1365-2265.2000.01040.x.
- Flück CE, Martens JW, Conte FA, Miller WL (2002). „Clinical, genetic, and functional characterization of adrenocorticotropin receptor mutations using a novel receptor assay.”. J. Clin. Endocrinol. Metab. 87 (9): 4318—23. PMID 12213892. doi:10.1210/jc.2002-020501.
- Swords FM; Baig A; Malchoff DM;  . (2003). „Impaired desensitization of a mutant adrenocorticotropin receptor associated with apparent constitutive activity.”. Mol. Endocrinol. 16 (12): 2746—53. PMID 12456795. doi:10.1210/me.2002-0099.
- Strausberg RL; Feingold EA; Grouse LH;  . (2003). „Generation and initial analysis of more than 15,000 full-length human and mouse cDNA sequences.”. Proc. Natl. Acad. Sci. U.S.A. 99 (26): 16899—903. PMC 139241 . PMID 12477932. doi:10.1073/pnas.242603899.
- „Melanocortin Receptors: MC2”. IUPHAR Database of Receptors and Ion Channels. International Union of Basic and Clinical Pharmacology. Архивирано из оригинала 03. 03. 2016. г.

## Spoljašnje veze
- MC2+Receptor на 